# Wólka (gmina Filipów)
Wólka – wieś w Polsce położona w województwie podlaskim, w powiecie suwalskim, w gminie Filipów.
| SIMC    | Nazwa       | Rodzaj    |
| ------- | ----------- | --------- |
| 1013163 | Pod Granicą | część wsi |
| 1013269 | Za Góry     | część wsi |

Wieś królewska starostwa niegrodowego filipowskiego położona była w końcu XVIII wieku w powiecie grodzieńskim województwa trockiego. W latach 1975–1998 miejscowość należała administracyjnie do województwa suwalskiego.
Na wschód od wsi znajduje się Jezioro Rospuda Filipowska.
W okresie międzywojennym stacjonowała tu placówka Straży Celnej „Wólka”.